# Roßbach (Leidersbach, Ort)
Roßbach ist ein Gemeindeteil der Gemeinde Leidersbach im unterfränkischen Landkreis Miltenberg in Bayern.

## Geographie
Das Pfarrdorf Roßbach liegt im Spessart auf etwa 245 m ü. NHN an der Kreisstraße MIL 25 zwischen Leidersbach und Hausen. Die Orte Roßbach, Leidersbach, Volkersbrunn und Ebersbach sind baulich verwachsen.

### Nachbargemarkungen
Folgende Gemarkungen grenzen an das Ortsgebiet von Roßbach:
| Leidersbach |                                             | Volkersbrunn   |
|             | Kompassrose, die auf Nachbargemeinden zeigt | Heimbuchenthal |
| Hausen      |                                             |                |

## Geschichte

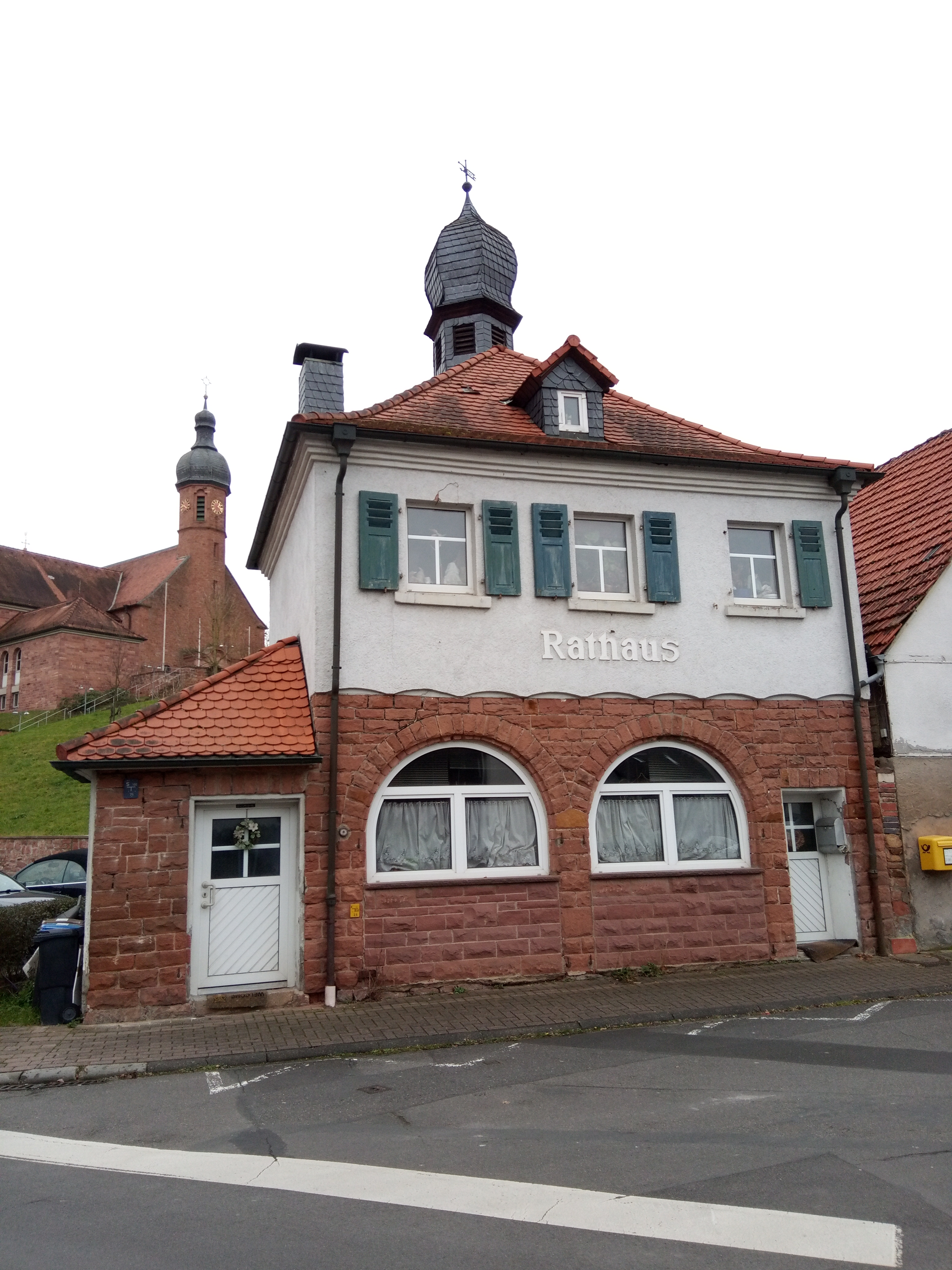
Altes Rathaus Roßbach

Das Dorf wurde im 13. Jahrhundert als Rossebach schriftlich erwähnt. Am Ende des alten Reiches gehörte Roßbach zum Cent vorm Spessart und dem Gebiet des Vogteiamtes Kleinwallstadt im Vicedomamt Aschaffenburg im Kurfürstentum Mainz. 1812 hatte Roßbach 45 Feuerstellen und 293 Einwohner (Seelen) und gehörte zur Districtsmairie und der Amtsvogtei Kleinwallstadt im Departement Aschaffenburg des Großherzogtums Frankfurt. Maire war Johann Oberle, die Adjuncte hießen Andreas Fäth und Johann Strip. Schullehrer war Peter Hofmann.
Infolge des Pariser Vertrages vom 3. Juni 1814 gelangte Roßbach mit dem Fürstentum Aschaffenburg (damals Teil des o. g. Großherzogtums Frankfurt) am 26. Juni 1814 an die Krone Bayern. Dort gehörte es ab 1. Oktober 1814 zum Landgericht III. Klasse Kleinwallstadt, Fürstentum Aschaffenburg, Unter-Mainkreis. Nach Auflösung des Landgerichts Kleinwallstadt kam Roßbach 1828 zum Landgericht I. Klasse Obernburg. Durch Vereinigung der Landgerichte Obernburg und Klingenberg wurde 1862 das Bezirksamt Obernburg gebildet, auf dessen Verwaltungsgebiet Roßbach lag. Wie überall im Deutschen Reich wurde 1939 die Bezeichnung Landkreis eingeführt. Roßbach war nun eine der 35 Gemeinden im Landkreis Obernburg am Main (späteres Kfz-Kennzeichen OBB). Mit Auflösung des Landkreises Obernburg kam Roßbach 1972 in den neu gebildeten Landkreis Miltenberg (Kfz-Kennzeichen MIL).
Am 1. Januar 1972 wurden die bis dahin selbstständigen Gemeinden Leidersbach, Ebersbach, Roßbach und Volkersbrunn zur neuen Einheitsgemeinde Leidersbach zusammengeschlossen.

## Kurioses
Die Herstellung von Backschüsseln verlangte schon eine gewisse Fertigkeit. Aus langem Roggenstroh und aufgeschnittenen Brombeerranken wurden Schüsseln geflochten, in die der durchgeknetete Brotteig gelegt und gehen gelassen wurde. Dabei entstanden die unterschiedlichen Laibformen, die dann beim Backen fest wurden. Diese Fertigkeit soll in Roßbach so hohe Grade erreicht haben, dass man sie den Roßbachern sogar von hinten ansehen konnte und so gaben ihnen die lieben Nachbarn den Spitznamen Backschüsselärsch.